# آن غوين
آن غوين (بالإنجليزية: Anne Gwynne)‏ هي عارضة وممثلة أمريكية، ولدت في 10 ديسمبر 1918 في واكو في الولايات المتحدة، وتوفيت في 31 مارس 2003 في وودلاند هيلز، كاليفورنيا في الولايات المتحدة بسبب سكتة.

## أعمال

### أفلام
- (1941) القط الأسود

## وصلات خارجية
- آن غوين على موقع IMDb (الإنجليزية)
- آن غوين على موقع إن إن دي بي (الإنجليزية)
- آن غوين على موقع قاعدة بيانات الفيلم (الإنجليزية)